# Proyecto Lázaro
Proyecto Lázaro es una película española de 2016, del género drama de ciencia ficción, dirigida y escrita por Mateo Gil.

## Sinopsis
Marc Jarvis (Tom Hughes), un joven empresario de éxito, es diagnosticado de una enfermedad terminal. Justo en el momento que él y Naomi (Oona Chaplin) han empezado a construir una vida juntos. Incapaz de entender su situación de aceptar su final, Marc decide criogenizar su cuerpo con la esperanza puesta en el futuro. Más de sesenta años después, en 2084, se convierte en el primer hombre en resucitar de la Historia, pero su resurrección no se producirá de la forma que Marc había imaginado antes de morir.

## Reparto
| Intérprete                 | Personaje                   |
| -------------------------- | --------------------------- |
| Tom Hughes                 | Marc Jarvis                 |
| Charlotte Le Bon           | Elizabeth                   |
| Oona Chaplin               | Naomi                       |
| Barry Ward                 | West                        |
| Julio Perillán             | Dr. Serra                   |
| Rafael Cebrián             | Jeffrey                     |
| Bruno Sevilla              | Charles                     |
| Daniel Horvath             | Cirujano 1                  |
| Godeliv Van den Brandt     | Sigourney                   |
| Melina Matthews            | Técnica                     |
| Alex Hafner                | La Anciana Hornball         |
| Nikol Kollars              | Dr. Gethers                 |
| Karina Matas Piper         | Mujer Joven                 |
| Alexandra Szucs            | Sandy                       |
| Norberto Trujillo B.       |                             |
| Roberto Kuzmanich          | Abuelo de Marc              |
| Johanna Wallmeier          | Rebecca                     |
| Tony Corvillo              | Cirujano 3                  |
| Mark Schardan              | Oncólogo                    |
| Saras Gil                  | Andrea                      |
| Oscar Dorta                | Reanimado 1                 |
| Jordi Cots                 | Reanimado 2                 |
| Angelo Olivier             | Padre de Marc               |
| Marta Gutiérrez-Abad       | Chica Biónica               |
| Frida Palsson              | Cirujano 2                  |
| Kolya Dam De Nogales       | Chico 1                     |
| Maarten Swaan              | Alex                        |
| Billy Jeffries             | Hombre en Descapotable      |
| Sergio Hernández Hernández |                             |
| Efrain Anglès              | Cabeza Humana               |
| Sergi Subirà               | Reanimado 3                 |
| Josh Gorroño Chapman       | Chico 2                     |
| Marta Galindo              | Extra                       |
| Sebastian R. Bugge         | Hombre el la Pista de Baile |
| Corey Jack Wagstaff        | Chico 3                     |
| Réka Ács                   | Azafata                     |
| Yone Sosa                  | Niño lagarto                |
| Juan Antonio Estévez       | Empresario                  |

## Premios y nominaciones
- 2016: Festival de Sitges: Sección oficial largometrajes
- 2017: Premios Gaudí: Nominada a Mejores efectos visuales